# Rosa henryi
Rosa henryi — вид рослин з родини трояндових (Rosaceae); ендемік Китаю.

## Опис
Витка рослина 3–8 метрів заввишки, з довгими повзучими гілками. Гілочки пурпурно-коричневі, циліндричні, голі; колючки розсіяні, вигнуті, до 3 мм, плоскі, поступово звужуються до широкої основи, або колючки відсутні. Листки включно з ніжками 9–14 см; прилистки здебільшого прилягають до ніжки, вільні частини ланцетні, голі або рідко залозисто-запушені, край цілий, верхівка загострена; листочків здебільшого 5 однак біля китиці часто 3, довгасті, яйцеподібні, еліптичні або еліптично-яйцеподібні, 3.5–9 × 1.5–5 см, обидві поверхні голі; основа ≈ округла або широко клиноподібна; край гостро просто пилчатий; верхівка довго загострена або хвостата. Квітів 5–15, у діаметрі 3–4 см, зонтикоподібному щитку 3–4 см у діаметрі. Чашолистків 5, ланцетні. Пелюстків 5, білі, запашні, широко-обернено-яйцеподібні, основа широко-клиноподібна, верхівка виїмчаста. Плоди буро-червоні, ≈ кулясті, 8–10 мм у діаметрі, блискучі.
Період цвітіння: квітень — липень. Період плодоношення: липень — вересень.

## Поширення
Ендемік центрального й південно-східного Китаю: Аньхой, Фуцзянь, Гуандун, Гуансі, Гуйчжоу, Хенань, Хубей, Хунань, Цзянсу, Цзянсі, Шеньсі, Сичуань, Юньнань, Чжецзян.
Населяє узлісся, зарості, чагарники, долини, сільськогосподарські угіддя; висоти 1700–2000 метрів.